# Saint-Pierre-de-Vassols
Saint-Pierre-de-Vassols este o comună în departamentul Vaucluse din sud-estul Franței. În 2009 avea o populație de 491 de locuitori.

## Evoluția populației
| An        | 1975 | 1982 | 1990 | 1999 | 2006 | 2009 |
| --------- | ---- | ---- | ---- | ---- | ---- | ---- |
| Populație | 281  | 305  | 407  | 433  | 467  | 491  |